# Etlingera insolita
Etlingera insolita är en enhjärtbladig växtart som beskrevs av Axel Dalberg Poulsen. Etlingera insolita ingår i släktet Etlingera och familjen Zingiberaceae. Inga underarter finns listade i Catalogue of Life.